# Božena Svobodová
Božena Svobodová, rozená Bohumila Veselá (24. února 1893 Třebíč, jiné zdroje uvádí Okříšky – 10. ledna 1961 Praha) byla česká herečka.

## Biografie
Božena Svobodová se narodila v roce 1893 v Třebíči (nebo Okříškách), rodným jménem byla Bohumila Veselá; byla první manželkou herce Jana Svobody. Hrála v Národním divadle v Brně, v Moravskoslezském národním divadle v Ostravě, v divadle Komedie v Praze a pak na oblastních scénách. Působila následně i ve filmu, debutovala v roce 1922 ve filmu Trestanci na Špilberku. Po druhé světové válce působila mimo jiné i v Československém rozhlase. Zemřela v roce 1961 v zapomenutí.

## Dílo
Debutovala v roce 1922 ve filmu Trestanci na Špilberku, následně pak účinkovala v komedii Z českých mlýnů (1925). V druhé polovině 20. let 20. století začala hrál téměř pokaždé manželku Theodora Pištěka, poprvé se jako jeho manželka objevila ve filmu Příběh jednoho dne, později třeba v filmu Pohádka máje nebo Pantáta Bezoušek. Ve zvukovém filmu se objevila poprvé v dramatu Psohlavci či Osada mladých snů. Ve třicátých letech se pak objevovala na filmovém plátně méně, hrála například v komedii Ať žije nebožtík nebo později ve filmu Krb bez ohně. Větší role měla například ve filmech Zapadlí vlastenci (1932), kde hrála paní učitelovou Tonu Čížkovou, šéfredaktorku Malou, ve filmu Jedna z milionu (1935); mlynářku představovala ve filmu Lojzička (1936), kněžnu ve filmu Švanda dudák (1937). Z epizodních rolí, stojí za připomenutí italská královna ve filmu Milan Rastislav Štefánik (1935), lékárnice Kučerová z Jilemnice ve filmu Studentská máma (1935). Během druhé světové války se objevila pouze v jednom filmu a to ve filmu Turbína, kde hrála epizodku nafoukané primadony Boguslawské. Po druhé světové válce pak hrála pouze ve filmu Tři kamarádi z roku 1947, později už se ve filmu neobjevila. Po roce 1948, pracovala jako redaktorka.